# Ayabe Kitsuju
Ayabe Kitsuju (綾部 橘樹 (Lăng Bộ Quất Thụ) sinh ngày 18 tháng 4 năm 1894 mất ngày 14 tháng 2 năm 1980), là một vị tướng trong quân đội Đế quốc Nhật Bản thời thế chiến thứ 2.

## Tiểu sử
Ayabe tốt nghiệp khóa 27 trường kị binh lục quân vào tháng 10 năm 1917. Ngay lập tức, ông được điều tới trung đoàn kị binh 12, hàm trung úy.
Tháng 8 năm 1918 đến tháng 7 năm 1919, ông tham gia cuộc nội chiến Siberia.
Năm 1924, ông tốt nghiệp Đại học Lục quân (Đế quốc Nhật Bản) với hàm đại úy.
Tháng 8 năm 1928 đến tháng 11 năm 1930, ông là tùy viên quân sự ở Ba Lan và Liên Xô.
Sau khi trở về Nhật Bản, ông được thăng chức thiếu tá. Năm 1934, ông lên chức trung tá.
Từ năm 1935- 1937, ông là trưởng phòng cơ động đạo quân Quan Đông.
Năm 1937- 1939, ông là trưởng phòng 1 (Tổ chức và huy động) ở Bộ Tổng Tham mưu Lục quân Đế quốc Nhật Bản, có trụ sở đặt ở Mãn Châu quốc khi bắt đầu cuộc chiến tranh Trung-Nhật.
Từ năm 1939- 1940, Ayabe chỉ huy trung đoàn kị binh 25, bản doanh đóng ở Trung Quốc.
Năm 1940, ông được thăng chức phó Tham mưu trưởng Tập đoàn quân 3.
Từ năm 1940- 1901, ông được phái đến Berlin và Roma làm nhiệm vụ liên lạc quân sự, trong nỗ lực phối hợp giữa Đế quốc Nhật Bản và các thành viên khác của phe trục.
Sau đó, tháng 7 năm 1941- 1942, Ayabe là phó tham mưu đạo quân Quan Đông.
Tháng 7 năm 1942, ông trở thành tham mưu trưởng Phương diện quân 1 (Đế quốc Nhật Bản).
Tháng 10 năm 1943, ông nhận chức trung tướng và được điều tới làm phó tham mưu Nam Phương quân, có trụ sở đặt tại Singapore.
Năm 1944, Phương diện quân 7 (Đế quốc Nhật Bản) được thành lập, Ayabe được bổ nhiệm làm tham mưu trưởng. Tuy nhiên sau đó ông bị thương nặng trong một tai nạn máy bay và được giao vị trí nhân viên ở Tokyo trong suốt phần còn lại của cuộc chiến.
Ayabe nghỉ hưu cùng với sự sụp đổ của quân đội Đế quốc Nhật Bản vào cuối chiến tranh thế giới thứ 2.
Từ năm 1955- 1970, ông làm cố vấn cho tập đoàn Mitsubishi.

### Sách
- Hayashi, Saburo (1959). Kogun: The Japanese Army in the Pacific War. ASIN: B000ID3YRK: The Marine Corps Association.{{Chú thích sách}}:  Quản lý CS1: địa điểm (liên kết)